# Heinrich Lampe (Admiral)

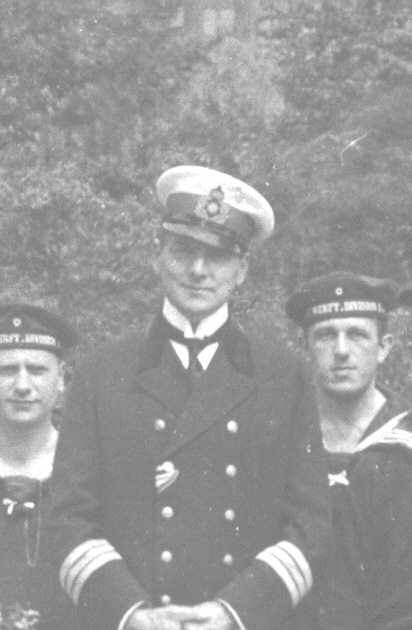
Korvettenkapitän Heinrich Lampe, November 1918

Heinrich Lampe (* 24. Juni 1877; † 1. Januar 1928) war ein deutscher Marineoffizier, zuletzt Konteradmiral der Reichsmarine.

## Leben
Heinrich Lampe trat am 7. April 1896 der Kaiserlichen Marine bei.
Im November/Dezember 1906 war er als Kapitänleutnant in Vertretung Kommandant des Torpedobootes Taku.
Am 22. März 1913 wurde er zum Korvettenkapitän befördert. Bis September 1914 war er als Erster Offizier auf dem Kleinen Kreuzer Niobe und kam dann zur Verfügung zur Torpedoflottille. Im Mai 1915 kam er für zwei Monate als Rollenoffizier auf das Großkampfschiff Thüringen. Anschließend ging er wieder als Erster Offizier bis September 1918 auf das Schlachtschiff Goeben. In Vertretung für Albert Stoelzel war er im Juli/August 1918 Kommandant des Schlachtschiffes.
Von Anfang November 1918 bis Ende Januar 1919 war er als Korvettenkapitän Kommandeur der Marineschule.
Nach dem Krieg wurde er in die Reichsmarine übernommen und hier erst am 21. Januar 1920 zum Fregattenkapitän und am 29. Juni 1920 zum Kapitän zur See befördert. Am 31. Dezember 1923 wurde er mit dem Charakter als Konteradmiral aus der Reichsmarine entlassen.
Bis Mitte Februar 1918 war er u. a. mit dem Roten Adlerorden 4, Klasse, dem Eisernen Kreuz I. Klasse und dem Bremischen Hanseatenkreuz ausgezeichnet worden.